# Thanatus jaikensis
Thanatus jaikensis là một loài nhện trong họ Philodromidae.
Loài này thuộc chi Thanatus. Thanatus jaikensis được A. V. Ponomarev miêu tả năm 2007.